# FlingSmash
FlingSmash é um jogo eletrônico de ação desenvolvido pela Artoon e publicado pela Nintendo para o Wii. Foi anunciado no site de imprensa da Nintendo em 2 de junho de 2009, durante a E3 2009.
O jogo requer o uso do acessório Wii MotionPlus; a Nintendo lançou o Wii Remote Plus, uma variação do Wii Remote com recursos do MotionPlus, que é fornecido com o jogo. Foi lançado em novembro de 2010 na América do Norte, Europa e Japão.
Pode ser jogado em um jogador ou em dois jogadores.
FlingSmash utiliza muito o conceito paddle e é composto por jogadores que usam o Wii Remote para controlar o personagem, Zip (e Pip, com o jogador 2), em direção a obstáculos e itens colecionáveis.

## Ambiente
O jogo é ambientado na fictícia ilha Suthon. Diz deter o poder de proteger o mundo do mal, que foi protegido por uma grande palmeira e vigiado pelos espíritos da natureza na ilha. Antes do jogo, o antagonista, Omminus, assume a ilha, a fim de dominar o mundo. Como resultado, a palmeira começa a murchar e a princesa fica doente. O líder dos espíritos da natureza lembra uma antiga lenda sobre um herói usando pérolas sagradas para restaurar a paz. Ele encontra o baú do tesouro onde o herói, Zip, reside. Zip, e um amigo da Ilha Eesturn vizinha, Pip, têm a missão de recuperar as pérolas e derrotar Omminus.

## Jogabilidade

### Mundos e estágios
O jogo consiste em oito mundos, cada um dos quais consiste em três níveis. Em cada nível, a tela irá rolar constantemente em uma direção, para a direita ou para a esquerda, dependendo do estágio.
Os jogadores têm de recolher uma pérola para completar o nível. Para a coleta de uma pérola, os jogadores terão de encontrar três medalhas. Medalhas estão escondidas dentro de cada fase.
Se o jogador cair de volta para a borda da tela por muito tempo, ele/ela vai ser comido pelo inimigo HydraCoil, e perderá uma vida.
Se os jogadores recolherem uma pérola em todos os três níveis, um estágio chefe (boss) é desbloqueado em cada mundo. O mundo está desmarcado depois que o jogador derrota o inimigo.

### Minijogos
Se o jogador recebe uma classificação A em todas as três fases, pela primeira vez, uma opção de minijogo vai aparecer na tela de seleção do mundo. Cada minijogo mostra instruções sobre como jogar. Se jogar com um amigo, os jogadores irão ver um ícone dourado para um jogo competitivo e um ícone azul para jogo cooperativo.